# Shelly Tambo
Shelly Tambo je fikcionalni lik iz televizijske serije Život na sjeveru. Glumila ju je Cynthia Geary. Shelly se prvi put pojavljuje u pilot epizodi (emitiranoj 12. srpnja 1990.) kao mlada djevojka šezdesetogodišnjeg Hollinga Vincouera. Par živi u svojem baru, The Brick, u centru Cicelyja na Aljaski.

## Fikcionalna biografija
Shelly je bila srednjoškolska kraljica ljepote iz Saskatoona, koju je u Cicely doveo Hollingov najbolji prijatelj, lokalni milijunaš i bivši astronaut Maurice Minnifield. Prisjećanja u epizodi "Only You" prikazuju Hollingova, Mauriceova i Shellyna kontradiktorna prisjećanja o tome kako se ona zaljubila u Hollinga. Mauriceova ljubomora zbog gubitka Shelly bila je česti zaplet u nastavku serije.
Shellyn otac pojavljuje se prvi i posljednji put u epizodi prve sezone "Dreams, Schemes and Putting Greens". U njoj spominje kako se ženio četiri puta, a serija sugerira kako je bio samo sporadično uključen u njen odgoj. Kako razlika između njenih godina i godina njene majke nije velika, majka se ponekad pretvara da su zapravo sestre. Shellyni osjećaji po tom pitanju ponekad su bili pomiješani. Relativna mladost i nezrelost njene majke Shelly doživljava kao dokaz njene "otkačenosti", ali joj isto tako onemogućava razgovore tipa majka-kćer.

## Veza s Hollingom
U epizodi "Dreams, Schemes and Putting Greens" koja se odvija godinu ili dvije nakon njenog useljenja k Hollingu, Shelly vjeruje da je trudna i umalo se uda za Hollinga. On je prvi put ostavlja na oltaru zbog straha da će je nadživjeti i ostati nesretan što se dogodilo njegovu ocu i djedu. Drugi put je nagovara da odustane od svečanosti. U epizodi "Sex, Lies and Ed’s Tape" Shelly saznaje da je umalo imala histeričnu trudnoću. U istoj epizodi, Holling ostaje šokiran po saznanju da je Shelly još udana za bivšeg kolegu iz srednje škole Waynea Jonesa, koji dolazi u Cicely kako bi od nje zatražio razvod. Shelly se konačno razvodi od Waynea preko radija u epizodi "Oy Wilderness". Holling i Shelly kasnije dobivaju kćer, Mirandu. Shelly je tijekom trudnoće proživjela epizodu tijekom koje je, umjesto govorenja, pjevala. Osim toga, tečno govori španjolski i talijanski.
Shelly se na kraju udala za Hollinga, potaknuta vizijama plesača, ali je inzistirala da to bude samo nominalni brak.

## Osobine
Iako dobrodušna, Shelly je portretirana kao naivna ili površna. U epizodi "Sex, Lies and Ed’s Tape", otkriva se da se udala za Waynea samo kako bi je on prestao prositi. U epizodi "All Is Vanity" Shelly se uzbudi nakon što se Holling suprotstavi vlasniku bara, a zatim ga umalo natjera da se podvrgne obrezivanju kako bi dokazao svoju muškost. Shelly postaje ljubomorna na Hollingovo staro prijateljstvo sa ženom njegovih godina u epizodi "Slow Dance" jer se čini kako imaju više toga tajedničkoga, ali se utješi nakon što joj Holling kaže da je zainteresiran samo za Shellyno tijelo, a ne njen um. U epizodi "Spring Break", nakon što se mještani počnu ponašati neprirodno zbog dolaska proljeća, Shellyno odstupanje očituje se u opsesivnom čitanju Duge D. H. Lawrencea iako je ne može razumjeti.
Shelly je po odgoju katolkinja, što smatra teškim za prakticiranje u Cicelyju, jer je Chris Stevens (koji je zaređen nakon javljanja na oglas u Rolling Stoneu) jedini lokalni svećenik. Chris obavlja njeno vjenčanje za Hollinga u epizodi "Dreams, Schemes and Putting Greens", a improvizira i ispovijed za nju nakon što postane ovisna o televiziji i TV-kupnji u epizodi "Goodbye to All That". Shelly u epizodi "Seoul Mates" čezne za tradicionalnom božićnom misom.
Uloga Shelly isprva je bila namijenjena Indijanki sve dok se Geary nije pojavila na audiciji.

## Vanjske poveznice
- Shelly Tambo u internetskoj bazi filmova IMDb-u